# Nati il 26 dicembre
| Questa pagina contiene informazioni ricavate automaticamente dalle voci biografiche con l'ausilio del template Bio e di un bot. L'aggiornamento è periodico e automatico e ricostruisce completamente la pagina. Se manca una persona in questa lista, sei pregato di non aggiungerla, ma accertati piuttosto che la sua voce biografica contenga il template Bio e che i dati anagrafici siano correttamente compilati. Se il template Bio manca, inseriscilo tu stesso o, in alternativa, metti l'avviso {{tmp\|Bio}} che ne segnala la mancanza. Se i dati riportati sono sbagliati, correggi direttamente la voce biografica; le modifiche saranno visibili in questa lista entro pochi giorni. Per chiarimenti vedi il progetto biografie. La lista contiene solo le 976 persone che sono citate nell'enciclopedia e per le quali è stato implementato correttamente il template Bio. Pagina aggiornata al 17 ago 2025. |

## XII secolo(1)
- 1194 - Federico II di Svevia, sovrano († 1250)

## XIII secolo(2)
- 1249 - Edmondo Plantageneto, II conte di Cornovaglia, principe britannico
- 1296 - Opicino de Canistris, scrittore e miniatore italiano

## XV secolo(3)
- 1403 - Giovanni di Paolo Rucellai, mercante, umanista e scrittore italiano († 1481)
- 1437 - Luigi Capra, vescovo cattolico italiano († 1499)
- 1490 - Friedrich Myconius, teologo tedesco († 1546)

## XVI secolo(8)
- 1506 - Giovanni Francesco Testa, architetto e intagliatore italiano († 1590)
- 1523 - Carlo Gonzaga, condottiero italiano († 1555)
- 1532 - Guilielmus Xylander, umanista, filologo classico e traduttore tedesco († 1576)
- 1536 - Yi I, scrittore coreano († 1584)
- 1537 - Alberto di Nassau-Weilburg, nobile tedesco († 1593)
- 1544 - Stefano Pieri, pittore italiano († 1629)
- 1579 - Lodovico Flori, gesuita, economista e latinista italiano († 1647)
- 1581 - Filippo III d'Assia-Butzbach, nobile tedesco († 1643)

## XVII secolo(16)
- 1601 - Alessandro Marsili, filosofo italiano († 1670)
- 1607 - Pacecco De Rosa, pittore italiano († 1656)
- 1618 - Carlo Ciceri, cardinale e vescovo cattolico italiano († 1694)
- 1633 - Ernst von Trautson, vescovo cattolico austriaco († 1702)
- 1636 - Justine Siegemund, scrittrice tedesca († 1705)
- 1643 - Ernest Alexandre Dominique d'Arenberg, generale belga († 1686)
- 1646 - Elisabetta d'Orléans, duchessa († 1696)
- 1653 - Johann Conrad Peyer, anatomista svizzero († 1712)
- 1660 - Peter Schenk, incisore, editore e cartografo olandese († 1711)
- 1664 - Johann Melchior Dinglinger, orafo tedesco († 1731)
- 1666 - Alessandro Burgos, vescovo cattolico italiano († 1726)
- 1666 - Francesco Cabianca, scultore italiano († 1737)
- 1671 - Philipp Ludwig Wenzel von Sinzendorf, nobile, politico e diplomatico austriaco († 1742)
- 1676 - Marc-Antoine de Dampierre, compositore, musicista e nobile francese († 1756)
- 1687 - Johann Georg Pisendel, violinista e compositore tedesco († 1755)
- 1698 - Filippo della Valle, scultore italiano († 1768)

## XVIII secolo(46)
- 1712 - Paul Hippolyte de Beauvilliers, ammiraglio francese († 1788)
- 1716 - Thomas Gray, poeta inglese († 1771)
- 1716 - Jean-François de Saint-Lambert, poeta e letterato francese († 1803)
- 1719 - Salvatore Maria Di Blasi, archivista e bibliotecario italiano († 1814)
- 1723 - Teresa Albuzzi-Todeschini, cantante lirica italiana († 1760)
- 1723 - Friedrich Melchior von Grimm, scrittore tedesco († 1807)
- 1724 - Michel-François d'Ailly, politico francese († 1800)
- 1728 - Federico Maria Giovanelli, patriarca cattolico italiano († 1800)
- 1731 - Francesco Niccolò Gonzaga, marchese († 1783)
- 1734 - John Banister, avvocato statunitense († 1788)
- 1737 - Federico Giosia di Sassonia-Coburgo-Saalfeld, nobile e generale tedesco († 1815)
- 1738 - Thomas Nelson Jr., politico statunitense († 1789)
- 1742 - Giovanni De Gamerra, librettista italiano († 1803)
- 1747 - Stefano Arteaga, scrittore spagnolo († 1799)
- 1747 - Charles Hamilton, ammiraglio scozzese († 1825)
- 1751 - Clemente Maria Hofbauer, presbitero e santo ceco († 1820)
- 1751 - Lord George Gordon, politico inglese († 1793)
- 1755 - Francesco Guadagnino, pittore italiano († 1829)
- 1755 - Balthasar Ommeganck, pittore fiammingo († 1826)
- 1756 - Bernard Germain de Lacépède, zoologo e politico francese († 1825)
- 1759 - Johann Georg von Dillis, pittore e museologo tedesco († 1841)
- 1762 - Carlo Luigi Porporato di Sampeyre, generale italiano († 1834)
- 1762 - Johann Gaudenz von Salis-Seewis, poeta, scrittore e librettista svizzero († 1834)
- 1766 - Henry Conyngham, I marchese di Conyngham, nobile e politico britannico († 1832)
- 1769 - Ernst Moritz Arndt, scrittore e poeta tedesco († 1860)
- 1770 - Pierre Cambronne, generale francese († 1842)
- 1771 - Julie Clary, nobile francese († 1845)
- 1771 - Heinrich Joseph von Collin, poeta e drammaturgo austriaco († 1811)
- 1772 - Anna Fiorilli Pellandi, attrice teatrale italiana († 1841)
- 1772 - Georges Alexis Mocquery, generale, politico e nobile francese († 1847)
- 1772 - Giovan Battista Vinci, ingegnere italiano († 1834)
- 1774 - Giuseppe Barbieri, scrittore e poeta italiano († 1852)
- 1776 - Charles Hamilton Smith, artista e naturalista inglese († 1859)
- 1777 - Luigi II d'Assia, sovrano tedesco († 1848)
- 1780 - Mary Somerville, matematica e astronoma scozzese († 1872)
- 1781 - Hyacinthe de Bougainville, navigatore francese († 1846)
- 1781 - Étienne-Hippolyte Godde, architetto francese († 1869)
- 1782 - Filarete, religioso russo († 1867)
- 1785 - Laurent Clerc, educatore francese († 1869)
- 1788 - Federico Millet d'Arvillars, generale e politico italiano († 1858)
- 1789 - Geltrude Righetti, contralto italiano († 1862)
- 1791 - Charles Babbage, matematico e filosofo britannico († 1871)
- 1792 - Franz Hünten, compositore, pianista e chitarrista tedesco († 1878)
- 1793 - Michelangelo Pacetti, pittore italiano († 1865)
- 1796 - Francesco Sponzilli, militare, scienziato e architetto italiano († 1864)
- 1800 - Jem Ward, pugile inglese († 1884)

## XIX secolo(147)
- 1801 - Francesco Conelli de' Prosperi, politico italiano († 1877)
- 1803 - Friedrich Reinhold Kreutzwald, scrittore estone († 1882)
- 1804 - Stevan Marković, politico serbo († 1864)
- 1806 - Karl Ernst Georges, filologo classico, latinista e lessicografo tedesco († 1895)
- 1808 - Cesare Betteloni, poeta italiano († 1858)
- 1809 - William Nelson Pendleton, generale statunitense († 1883)
- 1810 - Noël Raoult, generale francese († 1870)
- 1814 - Pericle Mazzoleni, politico e prefetto italiano († 1880)
- 1816 - Wilhelm Gerhard Walpers, botanico tedesco († 1853)
- 1817 - Giovanni Battista Ercolani, medico, veterinario e politico italiano († 1883)
- 1818 - Luigi Moratti, patriota e militare italiano († 1877)
- 1819 - Antonio Mazzolani, compositore italiano († 1900)
- 1821 - Pietro Cocconi, politico e giornalista italiano († 1883)
- 1822 - Dion Boucicault, commediografo e attore teatrale irlandese († 1890)
- 1822 - Thomas Coke, II conte di Leicester, nobile inglese († 1909)
- 1822 - Štefan Marko Daxner, avvocato, politico e poeta slovacco († 1892)
- 1823 - Carlo Acquaviva d'Aragona, nobile e politico italiano († 1892)
- 1823 - John Elliot Cairnes, economista irlandese († 1875)
- 1824 - Antonio Ridolfi, pittore italiano († 1900)
- 1825 - Felix Hoppe-Seyler, fisiologo e chimico tedesco († 1895)
- 1826 - Carlo Ercole Bosoni, compositore e direttore d'orchestra italiano († 1887)
- 1826 - Bonaventura Cipriani, patriota italiano († 1887)
- 1827 - Étienne Léopold Trouvelot, artista e astronomo francese († 1895)
- 1829 - Antonio Mangilli, politico italiano († 1900)
- 1831 - Alessandro Bottero, basso italiano († 1892)
- 1835 - Giovanni Canestrini, biologo, naturalista e aracnologo italiano († 1900)
- 1837 - Vittorio Albertoletti, militare italiano († 1890)
- 1837 - Morgan Bulkeley, politico e dirigente sportivo statunitense († 1922)
- 1837 - George Dewey, ammiraglio statunitense († 1917)
- 1838 - Giuseppe Ottolenghi, generale e politico italiano († 1904)
- 1838 - Clemens Winkler, chimico tedesco († 1904)
- 1839 - Charles-Jean Seghers, missionario e arcivescovo cattolico belga († 1886)
- 1841 - Augusto Bruschettini, avvocato e politico italiano († 1907)
- 1842 - Laura Gonzenbach, scrittrice e etnologa italiana († 1878)
- 1843 - Gaspare Cocozza di Montanara, politico italiano († 1924)
- 1844 - Vincenzo Franceschini, vescovo cattolico italiano († 1916)
- 1844 - Giuseppe Marello, vescovo cattolico italiano († 1895)
- 1846 - Gennaro Carissimo, magistrato, imprenditore e politico italiano († 1927)
- 1847 - August Michaelis, chimico tedesco († 1916)
- 1850 - Luigi Pugliese, vescovo cattolico italiano († 1923)
- 1851 - Melchior Treub, botanico olandese († 1910)
- 1852 - Joseph Ney Babson, compositore di scacchi statunitense († 1929)
- 1853 - René Bazin, scrittore francese († 1932)
- 1853 - Wilhelm Dörpfeld, architetto e archeologo tedesco († 1940)
- 1854 - Antonio Gonelli-Cioni, pedagogista italiano († 1912)
- 1854 - José Yves Limantour, politico e economista messicano († 1935)
- 1855 - Arnold Mendelssohn, compositore tedesco († 1933)
- 1855 - Francesco Navarrini, basso italiano († 1923)
- 1858 - Owen Morgan Edwards, storico, educatore e scrittore gallese († 1920)
- 1859 - Sen Katayama, politico e giornalista giapponese († 1933)
- 1859 - William Stephens, politico statunitense († 1944)
- 1860 - Alexander von Fielitz, insegnante, direttore d'orchestra e compositore tedesco († 1930)
- 1861 - Lancelot Carnegie, diplomatico inglese († 1933)
- 1861 - Vincenzo Muricchio, generale e inventore italiano († 1960)
- 1861 - Emil Wiechert, fisico tedesco († 1928)
- 1862 - Aleksandr Valentinovič Amfiteatrov, scrittore russo († 1938)
- 1863 - Raffaele Bastianelli, chirurgo e politico italiano († 1961)
- 1863 - Giorgio Nobili, militare e politico italiano († 1945)
- 1863 - Charles Pathé, produttore cinematografico francese († 1957)
- 1863 - Luigi Pietrobono, critico letterario italiano († 1960)
- 1864 - Yun Chi-ho, politico e educatore sudcoreano († 1945)
- 1865 - José Juan de Jésus Herrera y Piña, arcivescovo cattolico messicano († 1927)
- 1866 - John Devey, calciatore, crickettista e dirigente sportivo inglese († 1940)
- 1866 - Osvaldo Paladini, ammiraglio italiano († 1938)
- 1867 - Julien Benda, filosofo e scrittore francese († 1956)
- 1867 - Bhavsinhji Madhavsinhji, indiano († 1908)
- 1867 - Pierino Negrotto Cambiaso, politico italiano († 1925)
- 1867 - Phan Bội Châu, rivoluzionario e patriota vietnamita († 1940)
- 1868 - Antonino Tripepi, storico italiano († 1948)
- 1869 - August Blom, regista e attore danese († 1947)
- 1869 - Moisej Nappelbaum, fotografo russo († 1958)
- 1870 - Virginia Bolten, anarchica, giornalista e attivista argentina († 1960)
- 1872 - Norman Angell, politico e saggista britannico († 1967)
- 1872 - Amedeo Herlitzka, fisiologo italiano († 1949)
- 1874 - Rosa Albach-Retty, attrice austriaca († 1980)
- 1874 - Léon Rothier, basso francese († 1951)
- 1875 - Eugenio De Renzi, generale italiano († 1947)
- 1877 - Christian Dolfen, archivista tedesco († 1961)
- 1878 - Eugenio Griffini, orientalista italiano († 1925)
- 1878 - Alex Raisbeck, calciatore e allenatore di calcio scozzese († 1949)
- 1880 - Leon De La Mothe, regista, attore e sceneggiatore statunitense († 1942)
- 1880 - Elton Mayo, psicologo e sociologo australiano († 1949)
- 1880 - Stefano di San Giuseppe, religioso spagnolo († 1936)
- 1880 - Albert Sézary, dermatologo francese († 1956)
- 1881 - Thomas Lewis, medico e cardiologo britannico († 1945)
- 1881 - Aniela Zagórska, traduttrice polacca († 1943)
- 1882 - Louis Heusghem, ciclista su strada e pistard belga († 1939)
- 1883 - Carl Ahues, scacchista tedesco († 1968)
- 1883 - Karl Burger, calciatore tedesco († 1959)
- 1883 - Frank Debenham, geologo, esploratore e geografo australiano († 1965)
- 1883 - Frederick Edward-Collins, ammiraglio inglese († 1958)
- 1883 - Johann Paul Kremer, militare e criminale di guerra tedesco († 1965)
- 1883 - Mario Mariani, scrittore, poeta e giornalista italiano († 1951)
- 1883 - Alec McNair, calciatore e allenatore di calcio scozzese († 1951)
- 1883 - Rinaldo Nascimbene, biblista, teologo e ebraista italiano († 1958)
- 1883 - Eduard Sthamer, storico tedesco († 1938)
- 1883 - Maurice Utrillo, pittore francese († 1955)
- 1886 - Maurice Glaize, architetto e archeologo francese († 1964)
- 1886 - Gyula Gömbös, politico ungherese († 1936)
- 1887 - Félix de Chazournes, scrittore francese († 1941)
- 1887 - Arthur Percival, generale britannico († 1966)
- 1888 - Marius Canard, orientalista e storico francese († 1982)
- 1888 - Domenico Chirieleison, generale italiano († 1972)
- 1888 - Giuseppe Fioranti, calciatore italiano († 1969)
- 1888 - Kikuchi Kan, scrittore giapponese († 1948)
- 1889 - Jan Dembowski, biologo e politico polacco († 1963)
- 1889 - Edgar Erskine Hume, generale e medico statunitense († 1952)
- 1889 - Johan Scheel, compositore di scacchi norvegese († 1958)
- 1889 - Vladimir Sokoloff, attore russo († 1962)
- 1890 - Norman Finch, militare britannico († 1966)
- 1890 - Konstantinos Georgakopoulos, politico e avvocato greco († 1973)
- 1890 - Percy Hodge, siepista e mezzofondista britannico († 1967)
- 1890 - Rainer von Fieandt, politico finlandese († 1972)
- 1891 - Heikki Kähkönen, lottatore finlandese († 1962)
- 1891 - Henry Miller, scrittore, pittore e saggista statunitense († 1980)
- 1892 - José Brachi, calciatore uruguaiano († 1967)
- 1892 - Štefan Krčméry, poeta, critico letterario e traduttore slovacco († 1955)
- 1892 - Leonid Ljubaševskij, attore e sceneggiatore sovietico († 1975)
- 1892 - Leslie Walter Minter, calciatore inglese († 1979)
- 1892 - Don Barclay, attore, artista e doppiatore statunitense († 1975)
- 1893 - Guido Bergamo, medico, politico e antifascista italiano († 1953)
- 1893 - Secondo Caire, calciatore italiano († 1956)
- 1893 - Vito Giuseppe Galati, politico, scrittore e giornalista italiano († 1968)
- 1893 - Mao Zedong, rivoluzionario, politico e militare cinese († 1976)
- 1894 - Natale Beretta, arbitro di calcio e calciatore italiano († 1990)
- 1894 - Umberto Donà, calciatore italiano († 1986)
- 1894 - Raymond Oliver Faulkner, egittologo britannico († 1982)
- 1894 - Jean Toomer, romanziere e poeta statunitense († 1967)
- 1895 - Umberto Carrano, militare italiano († 1937)
- 1895 - Carlo Garbieri, arbitro di calcio, dirigente sportivo e militare italiano († 1941)
- 1895 - Wilhelm Meisl, calciatore, pallanuotista e allenatore di calcio austriaco († 1968)
- 1895 - Giuseppe Trivellini, calciatore italiano († 1977)
- 1896 - Kalmi Baruh, ispanista bosniaco († 1945)
- 1896 - Karl Brown, direttore della fotografia, sceneggiatore e regista statunitense († 1990)
- 1896 - Mario Fascetti, militare italiano († 1940)
- 1896 - Xue Yue, generale cinese († 1998)
- 1897 - Géza von Bolváry, regista, sceneggiatore e attore ungherese († 1961)
- 1897 - Juti Ravenna, pittore e critico d'arte italiano († 1972)
- 1898 - Ottorino Bojardi, calciatore italiano († 1968)
- 1898 - Ernst Fraenkel, politologo, giurista e scrittore tedesco († 1975)
- 1898 - Hector Martin, ciclista su strada belga († 1972)
- 1898 - Jevhen Pavlovyč Plužnyk, poeta, scrittore e drammaturgo ucraino († 1936)
- 1898 - Ján Smrek, poeta, scrittore e giornalista slovacco († 1982)
- 1899 - Udham Singh, rivoluzionario indiano († 1940)
- 1899 - Con Colleano, circense australiano († 1973)
- 1899 - Ivan Zjatyk, presbitero ucraino († 1952)
- 1900 - Antoni Zygmund, matematico polacco († 1992)

## XX secolo(732)
- 1901 - Peter van de Kamp, astronomo olandese († 1995)
- 1901 - James MacNabb, canottiere britannico († 1990)
- 1902 - Victor Lebow, dirigente d'azienda, saggista e attivista statunitense († 1980)
- 1903 - Herbert Albert, direttore d'orchestra tedesco († 1973)
- 1903 - Richard Austin, direttore d'orchestra e docente inglese († 1989)
- 1903 - Elisha Cook Jr., attore statunitense († 1995)
- 1903 - Felice Gasperi, calciatore italiano († 1982)
- 1903 - Michele Orecchia, ciclista su strada italiano († 1981)
- 1903 - Heinz Reinefarth, generale e criminale di guerra tedesco († 1979)
- 1903 - Fuzzy Vandivier, cestista statunitense († 1983)
- 1904 - Alejo Carpentier, scrittore, giornalista e critico letterario cubano († 1980)
- 1904 - Alberto Chiancone, pittore italiano († 1988)
- 1904 - Natale Mosconi, arcivescovo cattolico italiano († 1988)
- 1904 - Renato Novelli, calciatore italiano
- 1904 - Young Stribling, pugile statunitense († 1933)
- 1905 - Giuliano Gerbi, giornalista italiano († 1976)
- 1905 - Anfilogino Guarisi, calciatore brasiliano († 1974)
- 1905 - Kurt Heissmeyer, medico e criminale di guerra tedesco († 1967)
- 1905 - Antanas Lingis, calciatore lituano († 1941)
- 1905 - Mario Varglien, calciatore e allenatore di calcio italiano († 1978)
- 1906 - Antonio Marietti, calciatore e attore italiano († 1987)
- 1906 - Alberts Šeibelis, calciatore lettone († 1972)
- 1907 - Gabriele Allegra, presbitero, francescano e biblista italiano († 1976)
- 1907 - Crisant Bosch, calciatore spagnolo († 1981)
- 1907 - Damaso da Celle Ligure, presbitero italiano († 1988)
- 1907 - Albert Gore senior, politico statunitense († 1998)
- 1907 - Kurt Stössel, calciatore tedesco († 1978)
- 1908 - Giovanni Bellocchio, militare italiano († 1937)
- 1908 - Ralph Hill, mezzofondista statunitense († 1994)
- 1908 - Lars Martinsen, calciatore norvegese († 1956)
- 1908 - Gustavo Teixeira, calciatore portoghese († 1987)
- 1909 - Philippe Bono, ciclista su strada francese († 1986)
- 1909 - Vitol'd Vitold'ovič Jakimčik, compositore di scacchi sovietico († 1977)
- 1909 - Oldřich Nejedlý, calciatore cecoslovacco († 1990)
- 1909 - Don Patterson, animatore e regista statunitense († 1998)
- 1909 - Ninì Pietrasanta, alpinista italiana († 2000)
- 1909 - Louis Van Lint, pittore belga († 1986)
- 1910 - Imperio Argentina, attrice, cantante e ballerina argentina († 2003)
- 1910 - Marguerite Churchill, attrice statunitense († 2000)
- 1911 - Elena Bassi, storica dell'arte italiana († 1999)
- 1911 - Alfonso Beretta, vescovo cattolico italiano († 1998)
- 1911 - Renato Guttuso, pittore e politico italiano († 1987)
- 1911 - Giuliana Nenni, politica, giornalista e traduttrice italiana († 2002)
- 1911 - Kikuko, principessa Takamatsu, principessa giapponese († 2004)
- 1912 - Alessandro Ferdinando di Prussia, principe prussiano († 1985)
- 1912 - Ivan Aloisio, rugbista a 15 italiano
- 1912 - Zoltán Csányi, cestista, multiplista e allenatore di pallacanestro ungherese († 1993)
- 1912 - Aleksandr Sergeevič Davydov, fisico sovietico († 1993)
- 1912 - Guillaume Driessens, ciclista su strada e dirigente sportivo belga († 2006)
- 1912 - Diego Manzocchi, aviatore italiano († 1940)
- 1912 - Mario Musco, militare italiano († 1940)
- 1912 - Domenico Picchinenna, arcivescovo cattolico italiano († 2004)
- 1912 - Fernand Wambst, ciclista su strada e pistard francese († 1969)
- 1912 - Henk de Looper, hockeista su prato olandese († 2006)
- 1913 - Ettore Carpi, calciatore italiano († 1935)
- 1913 - Elizabeth David, scrittrice britannica († 1992)
- 1913 - Noël Declercq, ciclista su strada belga († 1945)
- 1913 - Rudolf Karsch, pistard tedesco († 1950)
- 1913 - Frank Swift, giornalista e calciatore inglese († 1958)
- 1913 - Vladimir Tretchikoff, pittore russo († 2006)
- 1913 - Giovanni Vannucci, presbitero e teologo italiano († 1984)
- 1914 - Baba Amte, avvocato e attivista indiano († 2008)
- 1914 - Ezio Biondi, militare e aviatore italiano († 1941)
- 1914 - Elsa De Giorgi, attrice, regista e scrittrice italiana († 1997)
- 1914 - Sushila Nayyar, medico e politica indiana († 2001)
- 1914 - Alessandro Parronchi, poeta, storico dell'arte e critico d'arte italiano († 2007)
- 1914 - Ettore Passerin d'Entrèves, storico e partigiano italiano († 1990)
- 1914 - Maria Francesca di Savoia, principessa italiana († 2001)
- 1914 - Angelo Scapin, calciatore italiano († 1999)
- 1914 - Lica Steiner, illustratrice, grafica e partigiana italiana († 2008)
- 1914 - Richard Widmark, attore statunitense († 2008)
- 1915 - Tonino Forteleoni, scultore italiano († 1996)
- 1915 - Raffaele Paparella, fumettista e illustratore italiano († 2001)
- 1915 - László Pottyondy, militare e aviatore ungherese († 1951)
- 1915 - Michele Tedeschi, calciatore e allenatore di calcio italiano
- 1916 - Giuseppe Chiesa, calciatore e allenatore di calcio italiano
- 1916 - Helmut Eder, compositore e direttore d'orchestra austriaco († 2005)
- 1916 - Silvia Manto, attrice italiana († 1985)
- 1916 - Giuseppe Vicuna, ingegnere italiano († 2004)
- 1917 - Evgenij Lopatin, sollevatore sovietico († 2011)
- 1917 - John Sandwall, schermidore svedese († 1980)
- 1917 - Robert Douglas Sweet, dermatologo britannico († 2001)
- 1918 - Geōrgios Rallīs, politico greco († 2006)
- 1918 - Ernst Reitermaier, calciatore austriaco († 1993)
- 1919 - Rolando Anzilotti, critico letterario, politico e partigiano italiano († 1982)
- 1919 - Loris Baldi, aviatore e militare italiano († 2015)
- 1919 - Alfredo Piram, calciatore italiano († 2013)
- 1919 - Mario Scaccia, attore, regista teatrale e conduttore radiofonico italiano († 2011)
- 1920 - Fernando Argila, calciatore e allenatore di calcio spagnolo († 2015)
- 1920 - Carlo Barbero, partigiano e operaio italiano († 1945)
- 1920 - Maurice Gendron, violoncellista francese († 1990)
- 1920 - Carla Guidi, cestista italiana
- 1920 - Mario Pais de Libera, scultore italiano († 2010)
- 1921 - Steve Allen, musicista, attore e personaggio televisivo statunitense († 2000)
- 1921 - Nello Lusoli, politico e partigiano italiano († 2007)
- 1921 - Sean Sullivan, attore canadese († 1985)
- 1921 - Imre Toth, filosofo rumeno († 2010)
- 1922 - Alfred Dennis, attore statunitense († 2016)
- 1922 - Asdrúbal Fontes Bayardo, pilota automobilistico uruguaiano († 2006)
- 1922 - Antonio Grilli, politico italiano († 2005)
- 1922 - Alfredo Ragona, calciatore italiano
- 1922 - Viktor Aleksandrovič Sadovskij, regista sovietico († 1997)
- 1922 - Rune Öberg, pallanuotista svedese († 2002)
- 1923 - Richard Artschwager, artista, pittore e scultore statunitense († 2013)
- 1923 - Magda Zsabka, schermitrice ungherese († 1970)
- 1924 - Eli Cohen, agente segreto israeliano († 1965)
- 1924 - Glenn Davis, giocatore di football americano statunitense († 2005)
- 1925 - Georg Buschner, calciatore e allenatore di calcio tedesco orientale († 2007)
- 1925 - Žarko Jovanović, musicista e compositore serbo († 1985)
- 1925 - Claude Meillassoux, antropologo francese († 2005)
- 1925 - Jimmy Roselli, cantante statunitense († 2011)
- 1925 - Damir Alekseevič Vjatič-Berežnych, regista sovietico († 1993)
- 1926 - Ángel Allegri, calciatore argentino († 1981)
- 1926 - Arcabas, artista francese († 2018)
- 1926 - Earle Brown, compositore statunitense († 2002)
- 1926 - Monty Budwig, contrabbassista statunitense († 1992)
- 1926 - José Hernández González, calciatore spagnolo († 2011)
- 1926 - Ali Javan, fisico e inventore iraniano († 2016)
- 1926 - Mina Mezzadri, regista teatrale e drammaturga italiana († 2008)
- 1926 - Franco Scaramuzzi, agronomo italiano († 2020)
- 1927 - Nello Balestracci, politico italiano († 2007)
- 1927 - Shûhei Fujisawa, scrittore giapponese († 1997)
- 1927 - Alan King, attore statunitense († 2004)
- 1927 - Denis Quilley, attore teatrale britannico († 2003)
- 1928 - Martin Cooper, inventore e imprenditore statunitense
- 1928 - Giosuè Ligios, politico italiano († 2021)
- 1928 - Otto Muck, presbitero, teologo e filosofo austriaco († 2024)
- 1929 - Luigi Caldana, calciatore italiano († 2008)
- 1929 - Kathleen Crowley, attrice statunitense († 2017)
- 1929 - Brian Earnshaw, scrittore britannico († 2014)
- 1929 - Karl-Hans Laermann, politico tedesco († 2024)
- 1929 - André Lajoinie, politico francese († 2024)
- 1929 - Rubens Paiva, ingegnere, politico e attivista brasiliano († 1971)
- 1929 - Régine, cantante, attrice e imprenditrice belga († 2022)
- 1930 - Giulio Bosetti, attore, regista teatrale e doppiatore italiano († 2009)
- 1930 - Jean Ferrat, cantautore, paroliere e musicista francese († 2010)
- 1930 - Wilferd Madelung, arabista, islamista e saggista tedesco († 2023)
- 1930 - Donald Moffat, attore britannico († 2018)
- 1930 - Dave Nutting, informatico e scrittore statunitense († 2020)
- 1931 - Thomas Binkley, liutista statunitense († 1995)
- 1931 - Aleksandr Gordon, regista sovietico († 2020)
- 1931 - Roger Piantoni, calciatore francese († 2018)
- 1932 - Ingo von Münch, giurista, pubblicista e politico tedesco
- 1932 - Allen Rae, arbitro di pallacanestro canadese († 2016)
- 1933 - Maurizio Arena, attore, regista e sceneggiatore italiano († 1979)
- 1933 - Tamar Metal, cestista, altista e lunghista israeliana († 2022)
- 1933 - Lamberto Riva, politico italiano († 2013)
- 1933 - Alessandro Vannucchi, generale italiano († 2016)
- 1934 - Antonio Del Prete, politico italiano († 2022)
- 1934 - Sonya Klopfer, ex pattinatrice artistica su ghiaccio statunitense
- 1934 - Lin Dai, attrice cinese († 1964)
- 1934 - Martín Pando, calciatore e allenatore di calcio argentino († 2021)
- 1934 - Otello Profazio, cantautore e cantastorie italiano († 2023)
- 1934 - Richard Swinburne, filosofo, teologo e educatore britannico
- 1934 - Dolores Wettach, modella e attrice svizzera
- 1935 - Bill Brack, ex pilota automobilistico canadese
- 1935 - Viorica Cortez, mezzosoprano romeno
- 1935 - Germano De Cinque, politico italiano († 2019)
- 1935 - Gnassingbé Eyadéma, militare e politico togolese († 2005)
- 1935 - Leo-Ferdinand Graf Henckel von Donnersmarck, storico, pubblicista e imprenditore tedesco († 2009)
- 1935 - Ralé Rašić, allenatore di calcio e calciatore jugoslavo († 2023)
- 1935 - Moisés Solana, pilota automobilistico messicano († 1969)
- 1936 - Stefano Bernini, allenatore di calcio e calciatore italiano († 1994)
- 1936 - Stevie Chalmers, calciatore scozzese († 2019)
- 1936 - Kōnstantinos Dīmou, arbitro di pallacanestro greco († 2025)
- 1936 - Edward Joseph Gilbert, arcivescovo cattolico statunitense
- 1936 - Han Meilin, artista, pittore e scultore cinese
- 1936 - Antonio Lonardi, allenatore di calcio e calciatore italiano († 2018)
- 1936 - Geoff Sidebottom, calciatore inglese († 2008)
- 1936 - Virpi Niemelä, astronoma finlandese († 2006)
- 1936 - Trevor Taylor, pilota automobilistico britannico († 2010)
- 1937 - Bob Avian, coreografo, regista teatrale e ballerino statunitense († 2021)
- 1937 - John Conway, matematico britannico († 2020)
- 1937 - Jay Heimowitz, giocatore di poker statunitense
- 1937 - Luciano Lanati, pittore italiano († 2019)
- 1937 - Christina Schollin, attrice svedese
- 1938 - José Luis Alcaine, direttore della fotografia spagnolo
- 1938 - Evgenij Gomel'skij, allenatore di pallacanestro sovietico
- 1938 - Joe Hooley, allenatore di calcio e calciatore inglese († 2021)
- 1938 - Mirko Kovač, scrittore e drammaturgo jugoslavo († 2013)
- 1938 - Adriana Maliponte, soprano italiano
- 1938 - Alain Marion, flautista francese († 1998)
- 1938 - Valerij Rodčenko, regista sovietico († 2015)
- 1939 - Domenico Chiloiro, pugile italiano († 2016)
- 1939 - Giacomo Fornoni, ciclista su strada e pistard italiano († 2016)
- 1939 - Lynn Morley Martin, politica e dirigente d'azienda statunitense
- 1939 - Benedito Cícero Tortelli, ex cestista brasiliano
- 1939 - Fred Schepisi, regista e sceneggiatore australiano
- 1939 - Phil Spector, produttore discografico, compositore e cantante statunitense († 2021)
- 1940 - Vittorio Dotti, avvocato e ex politico italiano
- 1940 - Roberto Masi, pittore italiano († 2011)
- 1940 - Teruki Miyamoto, calciatore giapponese († 2000)
- 1940 - Edward Prescott, economista statunitense († 2022)
- 1940 - Vladimir Rubašvili, lottatore sovietico († 1964)
- 1940 - Dave Way, cestista canadese († 2007)
- 1941 - Michele Benedetto, ex calciatore e allenatore di calcio italiano
- 1941 - Klaus-Michael Bonsack, slittinista tedesco orientale († 2023)
- 1941 - Park Sin-ja, ex cestista sudcoreana
- 1941 - Mike Ryan, ex maratoneta neozelandese
- 1941 - Daniel Schmid, regista svizzero († 2006)
- 1941 - Ada Maria Serra Zanetti, doppiatrice e direttrice del doppiaggio italiana
- 1942 - Reuven Abergel, attivista israeliano
- 1942 - Jonathan Barnes, storico della filosofia inglese
- 1942 - Fabrizio Carbone, giornalista e scrittore italiano
- 1942 - Marco Vinicio Cerezo Arévalo, politico guatemalteco
- 1942 - Carlos Chan, imprenditore e diplomatico filippino
- 1942 - Gray Davis, politico e avvocato statunitense
- 1942 - Jan Halvarsson, fondista svedese († 2020)
- 1942 - Antonio Juliano, calciatore e dirigente sportivo italiano († 2023)
- 1942 - Joseph Nguyễn Văn Yến, vescovo cattolico vietnamita
- 1942 - Rob de Nijs, cantante olandese († 2025)
- 1943 - Carlo Benetton, imprenditore italiano († 2018)
- 1943 - Ekmeleddin İhsanoğlu, storico e politico turco
- 1943 - Ke Seung-woon, ex calciatore nordcoreano
- 1943 - Álvaro López Miera, generale e politico cubano
- 1943 - Pavel Ploc, biatleta cecoslovacco († 2024)
- 1943 - Valerij Priёmychov, attore, sceneggiatore e regista sovietico († 2000)
- 1944 - Jesús Aranguren, calciatore e allenatore di calcio spagnolo († 2011)
- 1944 - Bill Ayers, pedagogista e terrorista statunitense
- 1944 - Reinhold Bachler, ex saltatore con gli sci austriaco
- 1944 - Hartwig Bleidick, ex calciatore tedesco
- 1944 - Julie Garwood, scrittrice statunitense († 2023)
- 1944 - Lasse Hamre, ex sciatore alpino norvegese
- 1944 - Akbar Kargarjam, ex calciatore iraniano
- 1944 - Jane Lapotaire, attrice britannica
- 1944 - Yvan Mainini, arbitro di pallacanestro e dirigente sportivo francese († 2018)
- 1944 - Grazia Scuccimarra, attrice teatrale e regista teatrale italiana
- 1944 - Pierangelo Sequeri, teologo, pedagogista e critico musicale italiano
- 1945 - Marcello Flores, storico italiano
- 1945 - Piergiorgio Welby, attivista, giornalista e politico italiano († 2006)
- 1946 - Ching Ho Cheng, artista statunitense († 1989)
- 1946 - Claude English, ex cestista e allenatore di pallacanestro statunitense
- 1946 - Helmut Kassner, pilota motociclistico tedesco
- 1946 - Giorgio Muratore, architetto, storico dell'architettura e docente italiano († 2017)
- 1946 - Yūsuke Ōmi, ex calciatore giapponese
- 1946 - Egidio Ponzo, politico italiano
- 1946 - Stefano Semenzato, politico italiano
- 1946 - Marinus Wagtmans, ex ciclista su strada e pistard olandese
- 1947 - Dominique Baratelli, ex calciatore francese
- 1947 - Menachem Bello, ex calciatore israeliano
- 1947 - Vannino Chiti, politico italiano
- 1947 - James T. Conway, generale statunitense
- 1947 - Piero Di Iorio, attore italiano († 1999)
- 1947 - Jean Echenoz, scrittore francese
- 1947 - Carlton Fisk, ex giocatore di baseball statunitense
- 1947 - Jioji Konrote, politico figiano
- 1947 - Víctor Hugo Morales, giornalista, scrittore e saggista uruguaiano
- 1947 - Gianni Silvestrini, ambientalista e saggista italiano
- 1947 - Marija Veger, ex cestista jugoslava
- 1947 - Kunio Ōkawara, disegnatore giapponese
- 1948 - Sergej Savel'ev, fondista sovietico († 2005)
- 1949 - Michail Sergeevič Bojarskij, attore e cantante russo
- 1949 - Judith Ford, modella statunitense
- 1949 - Paolo Guerra, produttore teatrale e produttore cinematografico italiano († 2020)
- 1949 - Rodrigo Lira, poeta cileno († 1981)
- 1949 - Ira Newborn, compositore e musicista statunitense
- 1949 - Stefano Perrotta, allenatore di pallacanestro italiano
- 1949 - José Ramos-Horta, politico est-timorese
- 1949 - Suly Röthlisberger, attrice svizzera
- 1949 - Ol'ga Aleksandrovna Sedakova, poetessa, scrittrice e traduttrice russa
- 1949 - George Winston, pianista statunitense († 2023)
- 1950 - Raja Pervaiz Ashraf, politico pakistano
- 1950 - Francesco Bandarin, architetto italiano
- 1950 - Arrigo Bernardi, ex calciatore belga
- 1950 - Luis Galarza, calciatore boliviano († 2024)
- 1951 - Steve Bisley, attore australiano
- 1951 - Raffaella Corcione Sandoval, pittrice e scultrice venezuelana
- 1951 - José Horacio Gómez, arcivescovo cattolico messicano
- 1951 - Carlo Martigli, scrittore italiano
- 1951 - Ginzō Matsuo, doppiatore giapponese († 2001)
- 1951 - Piero Necchi, pilota automobilistico italiano
- 1951 - Claudia Poggiani, attrice e drammaturga italiana († 2002)
- 1951 - Guido Pozzo, arcivescovo cattolico italiano
- 1951 - David Proctor, calciatore inglese († 2000)
- 1951 - Paul Quinn, chitarrista britannico
- 1951 - John Scofield, chitarrista statunitense
- 1951 - Žarko Varajić, cestista e dirigente sportivo jugoslavo († 2019)
- 1952 - Aleksandr Ankvab, politico abcaso
- 1952 - Cleopas Dlamini, dirigente d'azienda e politico swati
- 1952 - Joachim Dreifke, ex canottiere tedesco
- 1952 - Guy Goethals, ex arbitro di calcio belga
- 1952 - Mutabaruka, cantante giamaicano
- 1952 - Manuel Mesa, ex calciatore spagnolo
- 1952 - Riki Sorsa, cantante finlandese († 2016)
- 1953 - Bob Bigelow, cestista statunitense († 2020)
- 1953 - Eduardo Eliseo Martín, arcivescovo cattolico argentino
- 1953 - Clayton Emery, scrittore e sceneggiatore statunitense
- 1953 - Leonel Fernández, politico, avvocato e scrittore dominicano
- 1953 - Toomas Hendrik Ilves, politico e giornalista estone
- 1953 - Vladimir Lobanov, pattinatore di velocità su ghiaccio sovietico († 2007)
- 1953 - Eddie Owens, ex cestista statunitense
- 1953 - Steve Sisolak, politico e imprenditore statunitense
- 1954 - David Armstrong, calciatore inglese († 2022)
- 1954 - Cai Tianxiong, ex pallanuotista cinese
- 1954 - Stephen Graziano, compositore statunitense
- 1954 - Roy Jacobsen, scrittore e sceneggiatore norvegese
- 1954 - Riccardo Magrini, ex ciclista su strada, dirigente sportivo e commentatore televisivo italiano
- 1954 - Jim Molinari, allenatore di pallacanestro statunitense
- 1954 - Palmolive, musicista spagnola
- 1954 - Ozzie Smith, ex giocatore di baseball statunitense
- 1955 - Evan Bayh, politico statunitense
- 1955 - Zlatko Lagumdžija, politico bosniaco
- 1955 - Michele Mari, scrittore, traduttore e poeta italiano
- 1955 - Glenn Mosley, ex cestista statunitense
- 1955 - Marco Pagani, doppiatore, direttore del doppiaggio e attore italiano
- 1956 - Claudio Bencina, allenatore di calcio e ex calciatore italiano
- 1956 - Elisa Carrió, avvocata e politica argentina
- 1956 - Stefano Chiodi, calciatore italiano († 2009)
- 1956 - Noel Malcolm, storico, giornalista e scrittore britannico
- 1956 - Vazir Orucov, militare azero († 1993)
- 1956 - Kashif, musicista, cantautore e produttore discografico statunitense († 2016)
- 1956 - David Sedaris, umorista e scrittore statunitense
- 1956 - Beppe Severgnini, giornalista, saggista e opinionista italiano
- 1956 - Sarah Springman, triatleta britannica
- 1957 - Guy Barker, trombettista e compositore britannico
- 1957 - Stefano Benassi, doppiatore, direttore del doppiaggio e attore italiano
- 1957 - Yavé Cahard, ex pistard francese
- 1957 - Holly Flanders, ex sciatrice alpina statunitense
- 1957 - Lu Yue, direttore della fotografia e regista cinese
- 1958 - Jean-Marc Aveline, cardinale e arcivescovo cattolico francese
- 1958 - Ade Capone, fumettista e autore televisivo italiano († 2015)
- 1958 - Šota Chabareli, ex judoka sovietico
- 1958 - Riccardo Forte, attore, conduttore radiofonico e doppiatore italiano
- 1958 - Claude Gregory, ex cestista statunitense
- 1958 - Stefano Livadiotti, giornalista e scrittore italiano († 2018)
- 1958 - Adrian Newey, ingegnere e dirigente sportivo britannico
- 1958 - Jeanne Perego, giornalista e scrittrice italiana
- 1958 - Peter Rennert, ex tennista statunitense
- 1958 - Ilze Scamparini, giornalista brasiliana
- 1958 - Lynni Treekrem, cantante statunitense
- 1958 - Eugenio Vitaller, ex calciatore spagnolo
- 1959 - Dan Caldwell, ex cestista statunitense
- 1959 - Carmine Degennaro, politico italiano
- 1959 - Fabienne Babe, attrice francese
- 1959 - Nobuko Jashima, ex calciatrice giapponese
- 1959 - Francesco Laratta, politico e giornalista italiano
- 1959 - Kōji Morimoto, regista, animatore e sceneggiatore giapponese
- 1959 - Chuck Mosley, cantante statunitense († 2017)
- 1959 - Wolfgang Rolff, allenatore di calcio e ex calciatore tedesco
- 1960 - Aziz Bouderbala, ex calciatore marocchino
- 1960 - Otakar Janecký, ex hockeista su ghiaccio ceco
- 1960 - Michela Matteoli, biologa italiana
- 1960 - Stuart Milk, attivista statunitense
- 1960 - Temuera Morrison, attore neozelandese
- 1960 - Jeffrey Olver, ex calciatore e ex giocatore di calcio a 5 australiano
- 1960 - Stefano Palatresi, musicista, cantante e direttore d'orchestra italiano
- 1960 - Carlo Sacchetti, autore televisivo e conduttore televisivo italiano
- 1961 - Alberto Bonisoli, politico italiano
- 1961 - Mossy Cade, ex giocatore di football americano statunitense
- 1961 - Danny Greene, ex giocatore di football americano statunitense
- 1961 - Tom Kouchalakos, attore statunitense
- 1961 - John Lynch, attore britannico
- 1961 - Daniel Minea, ex calciatore rumeno
- 1961 - Myriem Roussel, attrice francese
- 1961 - Tahnee Welch, attrice statunitense
- 1962 - Jean-Marc Ferreri, ex calciatore francese
- 1962 - James Kottak, batterista statunitense († 2024)
- 1962 - Volker Kutscher, scrittore tedesco
- 1962 - Marvin Mejicanos, ex calciatore e ex giocatore di calcio a 5 guatemalteco
- 1962 - Louis Nguyễn Anh Tuấn, vescovo cattolico vietnamita
- 1963 - Ernst Knam, pasticciere e personaggio televisivo tedesco
- 1963 - Tommy McIntyre, allenatore di calcio e ex calciatore scozzese
- 1963 - Joan Plaza, allenatore di pallacanestro spagnolo
- 1963 - Lars Ulrich, batterista danese
- 1963 - Zoran Varvodić, ex calciatore croato
- 1963 - Bill Wennington, ex cestista canadese
- 1964 - Rolf Barmen, dirigente sportivo, allenatore di calcio e ex calciatore norvegese
- 1964 - Colleen Dion, attrice statunitense
- 1964 - Elizabeth Kostova, scrittrice statunitense
- 1964 - René Ortubé, arbitro di calcio boliviano
- 1964 - Giuseppe Puliè, ex fondista italiano
- 1964 - Rubén Valtierra, tastierista e compositore statunitense
- 1964 - Lydia de Vega, velocista filippina († 2022)
- 1965 - Anikó Bíró, ex cestista ungherese
- 1965 - Nadia Dajani, attrice statunitense
- 1965 - Massimo Giuntini, musicista italiano
- 1965 - József Navarrete, ex schermidore ungherese
- 1965 - Kathleen Nord, nuotatrice tedesca († 2022)
- 1965 - Waldemar Aurelio de Oliveira Filho, ex calciatore brasiliano
- 1965 - Carolina Rosi, attrice italiana
- 1966 - Simon Beaufoy, sceneggiatore britannico
- 1966 - Rickey Dixon, giocatore di football americano statunitense († 2020)
- 1966 - Atsushi Kaneko, fumettista e illustratore giapponese
- 1966 - Sandra Taylor, attrice statunitense
- 1966 - Tim Legler, ex cestista statunitense
- 1966 - Hamid Ziarati, scrittore, attivista e ingegnere iraniano
- 1967 - Ana Burgos, triatleta spagnola
- 1967 - Cristian David, politico rumeno
- 1967 - Maurilio Leto, attore italiano
- 1967 - Hans Palmquist, ex calciatore svedese
- 1967 - Rico Steinmann, ex calciatore tedesco orientale
- 1968 - Tali Belafonte, ex cestista israeliana
- 1968 - Elisabetta Fanton, ex pistard e ciclista su strada italiana
- 1968 - Phineas I. Godwinn, ex wrestler statunitense
- 1968 - Byron Howard, regista e animatore statunitense
- 1968 - Bill Lawrence, sceneggiatore, regista e produttore televisivo statunitense
- 1968 - Stefano Loparco, scrittore e saggista italiano
- 1968 - Mauro Repetto, paroliere italiano
- 1968 - Sérgio João, ex calciatore brasiliano
- 1968 - Stefano Veneruso, regista, sceneggiatore e produttore cinematografico italiano
- 1969 - Antonio Caridi, politico italiano
- 1969 - Luca Colombo, ex ciclista su strada italiano
- 1969 - Alessandro De Francesco, scrittore italiano
- 1969 - Joseph Victor Ejercito, politico filippino
- 1969 - Thomas Linke, ex calciatore tedesco
- 1969 - Marc M'Bahia, ex cestista ivoriano
- 1969 - Meredith Michaels-Beerbaum, cavallerizza statunitense
- 1969 - Giovanni Muciaccia, conduttore televisivo, attore teatrale e artista italiano
- 1969 - Massimiliano Rizzo, ex cestista italiano
- 1969 - Alessandro Strumia, fisico italiano
- 1969 - Isaac Viciosa, ex mezzofondista spagnolo
- 1969 - Peppe Voltarelli, cantautore, attore e scrittore italiano
- 1970 - Alfonso Vincenzo Amarante, arcivescovo cattolico italiano
- 1970 - Danielle Cormack, attrice neozelandese
- 1970 - Simon Gopane, allenatore di calcio e ex calciatore sudafricano
- 1970 - Jurij Sodol', generale ucraino
- 1970 - Francesco Marino, dirigente sportivo e ex calciatore italiano
- 1970 - James Mercer, cantautore e polistrumentista statunitense
- 1970 - Joshua Seth, doppiatore, conduttore televisivo e illusionista statunitense
- 1970 - Graham Shiels, attore canadese
- 1970 - Lidija Varbanova, ex cestista bulgara
- 1970 - Dragoljub Vidačić, ex cestista e allenatore di pallacanestro serbo
- 1970 - Radka Zrubáková, ex tennista cecoslovacca
- 1971 - Cécile Bois, attrice francese
- 1971 - Carl Fletcher, ex calciatore canadese
- 1971 - Junichi Inoue, ex pattinatore di velocità su ghiaccio giapponese
- 1971 - Jared Leto, attore, cantautore e musicista statunitense
- 1971 - Mika Nurmela, dirigente sportivo e ex calciatore finlandese
- 1971 - Alexandra Rapaport, attrice cinematografica, attrice teatrale e attrice televisiva svedese
- 1971 - Tatiana Sorokko, supermodella statunitense
- 1972 - Ben Davis, ex cestista statunitense
- 1972 - Esteban Fuertes, allenatore di calcio e ex calciatore argentino
- 1972 - Jérôme Le Banner, kickboxer e artista marziale misto francese
- 1972 - Shane Meadows, regista e sceneggiatore inglese
- 1972 - Miran Schrott, hockeista su ghiaccio italiano († 1992)
- 1972 - Artur Vicente, ex calciatore portoghese
- 1973 - Sam Abouo, ex calciatore ivoriano
- 1973 - Alain Baxter, ex sciatore alpino britannico
- 1973 - Ryan Berube, ex nuotatore statunitense
- 1973 - Gianluca Faliva, ex rugbista a 15 italiano
- 1973 - Micah Hauptman, attore statunitense
- 1973 - Reichen Lehmkuhl, modello e attore statunitense
- 1973 - Melissa Mills, pallanuotista australiana
- 1973 - Alessandro Rizzi, fotografo italiano
- 1973 - Dergin Tokmak, ballerino tedesco
- 1973 - Elena Udrea, politica rumena
- 1973 - Gabriel Vochin, ex calciatore romeno
- 1974 - Jasmin Agić, ex calciatore croato
- 1974 - Gabriel Álvez, ex calciatore uruguaiano
- 1974 - Zach Blair, chitarrista statunitense
- 1974 - Tiffany Brissette, attrice statunitense
- 1974 - Rostislav Dimitrov, ex triplista bulgaro
- 1974 - Josie Ho, cantante e attrice cinese
- 1974 - Yukiru Sugisaki, fumettista giapponese
- 1975 - Hunter Carson, attore, sceneggiatore e produttore cinematografico statunitense
- 1975 - Gideon Defoe, scrittore britannico
- 1975 - Arnaud Léonard, attore, cantante e doppiatore belga
- 1975 - Giancarlo Pedote, velista italiano
- 1975 - Pablo Puyol, attore, cantante e ballerino spagnolo
- 1975 - Marcelo Ríos, ex tennista cileno
- 1975 - Diego Sánchez Mordós, cestista spagnolo
- 1975 - Matteo Soragna, ex cestista e telecronista sportivo italiano
- 1975 - Ed Stafford, esploratore e personaggio televisivo britannico
- 1975 - María Vasco, marciatrice spagnola
- 1975 - Diederik van Rooijen, regista olandese
- 1976 - Emmanuel Babayaro, dirigente sportivo e ex calciatore nigeriano
- 1976 - Andy Delmore, allenatore di hockey su ghiaccio e ex hockeista su ghiaccio canadese
- 1976 - Lea De Mae, tuffatrice e attrice pornografica ceca († 2004)
- 1976 - Tim James, ex cestista e allenatore di pallacanestro statunitense
- 1976 - Kirilo Ìvanovič Karabicʹ, direttore d'orchestra ucraino
- 1976 - Janina Karol'čyk-Pravalinskaja, pesista bielorussa
- 1976 - Jake Wetzel, canottiere canadese
- 1977 - Fatih Akyel, allenatore di calcio e ex calciatore turco
- 1977 - Sofia Bekatōrou, ex velista greca
- 1977 - Emma Forrest, giornalista e scrittrice britannica
- 1977 - Patrick Leduc, ex calciatore canadese
- 1977 - Boston Mwanza, ex calciatore zambiano
- 1978 - Chiang Wan-an, politico taiwanese
- 1978 - Rebecca Rippon, pallanuotista australiana
- 1978 - Nazanin Zaghari-Ratcliffe, insegnante e traduttrice iraniana
- 1979 - Fabián Carini, ex calciatore uruguaiano
- 1979 - Mark Cueto, rugbista a 15 inglese
- 1979 - Chris Daughtry, cantante e chitarrista statunitense
- 1979 - Emanuele Di Zenzo, ex calciatore svizzero
- 1979 - Kalimba Edwards, giocatore di football americano statunitense
- 1979 - Xavier Florencio, dirigente sportivo e ex ciclista su strada spagnolo
- 1979 - Jérôme Lebouc, ex calciatore francese
- 1979 - Henry Onwuzuruike, ex calciatore nigeriano
- 1979 - Marco Polo, beatmaker canadese
- 1979 - Aleksandar Rodič, ex calciatore sloveno
- 1979 - José Filipe Correia Semedo, ex calciatore portoghese
- 1979 - Giulia Sergas, golfista italiana
- 1979 - Dmitrij Vasil'ev, saltatore con gli sci russo
- 1980 - Ardo Ärmpalu, ex cestista estone
- 1980 - Patrik Bojent, ex calciatore svedese
- 1980 - Todd Dunivant, imprenditore e ex calciatore statunitense
- 1980 - Ksenija Fëdorova, giornalista russa
- 1980 - Dynatron, produttore discografico danese
- 1980 - Jo Jung-suk, attore sudcoreano
- 1980 - David Lowery, regista, sceneggiatore e montatore statunitense
- 1980 - Valerdina Manhonga, ex cestista mozambicana
- 1980 - Pascal Kondaponi, ex calciatore nigeriano
- 1980 - Bernard Robinson, ex cestista statunitense
- 1980 - Andy Turner Baltazar, ex cestista dominicano
- 1981 - Pablo Canavosio, ex rugbista a 15 italiano
- 1981 - Kenneth Cicilia, ex calciatore olandese
- 1981 - Mathias De Clercq, politico belga
- 1981 - Fabrice Estebanez, rugbista a 13 e rugbista a 15 francese
- 1981 - Armelle Faesch, ex pallavolista francese
- 1981 - Robert Horstink, ex pallavolista olandese
- 1981 - Ilia K'andelak'i, ex calciatore georgiano
- 1981 - Nikolai Nikolaeff, attore australiano
- 1981 - Sébastien Pichot, ex sciatore alpino francese
- 1981 - Shu-Aib Walters, ex calciatore sudafricano
- 1982 - Claudio Corioni, ex ciclista su strada italiano
- 1982 - Jason Dunn, cantante canadese
- 1982 - Ema Fujisawa, modella e attrice giapponese
- 1982 - Aleksander Hetland, ex nuotatore norvegese
- 1982 - Noel Hunt, ex calciatore irlandese
- 1982 - Rafael Lira, giocatore di calcio a 5 brasiliano
- 1982 - David Logan, ex cestista statunitense
- 1982 - Carlotta Mantovan, conduttrice televisiva, giornalista e ex modella italiana
- 1982 - Willie August Marango, ex calciatore vanuatuano
- 1982 - Shun Oguri, attore, doppiatore e regista giapponese
- 1982 - Bas Sibum, allenatore di calcio e ex calciatore olandese
- 1982 - Aksel Lund Svindal, ex sciatore alpino norvegese
- 1982 - Fábio Veríssimo, arbitro di calcio portoghese
- 1983 - Moshe Arbel, rabbino e politico israeliano
- 1983 - Fabio De Vincente, cantautore e musicista italiano
- 1983 - Jean-Emmanuel Effa Owona, ex calciatore camerunese
- 1983 - Li Ye, ex pattinatore di short track cinese
- 1983 - Camal Məmmədov, ex calciatore azero
- 1983 - Alex Nibourette, calciatore seychellese
- 1983 - Emanuel Schädler, politico liechtensteinese
- 1983 - John Sutton, allenatore di calcio e ex calciatore inglese
- 1983 - Yū Takahashi, cantautore giapponese
- 1983 - Daniela Virgilio, attrice italiana
- 1983 - Alexander Wang, stilista statunitense
- 1983 - Zhen Zhipeng, ex calciatore macaense
- 1983 - Takayoshi Ōmura, chitarrista giapponese
- 1984 - Javier Araújo, ex calciatore colombiano
- 1984 - Ahmed Barusso, calciatore ghanese
- 1984 - Paulinho Boracini, ex cestista brasiliano
- 1984 - Vladimir Buač, allenatore di calcio e ex calciatore serbo
- 1984 - Choi Eun-kyung, pattinatrice di short track sudcoreana
- 1984 - Eveline Decroos, ex cestista belga
- 1984 - Tommy Edvardsen, ex calciatore norvegese
- 1984 - Leonardo Ghiraldini, ex rugbista a 15 italiano
- 1984 - Matt Richards, ex calciatore inglese
- 1984 - Alex Schwazer, marciatore italiano
- 1984 - Fabrício Simões, calciatore brasiliano
- 1984 - Jonathan Tiernan-Locke, ex ciclista su strada britannico
- 1985 - Martín Alund, ex tennista argentino
- 1985 - Shūichi Asō, fumettista giapponese
- 1985 - Gediminas Bagdonas, ex ciclista su strada e pistard lituano
- 1985 - Beth Behrs, attrice statunitense
- 1985 - Nicola Benedetti, pentatleta italiano
- 1985 - Martin Bernburg, ex calciatore danese
- 1985 - Martina Emanuel, schermitrice britannica
- 1985 - Marija Jovanović, ex pallamanista montenegrina
- 1985 - Kateryna Karsak, discobola ucraina
- 1985 - James Keene, calciatore inglese
- 1985 - Evgenij Kolesnikov, cestista russo
- 1985 - Tom Leezer, ex ciclista su strada olandese
- 1985 - Damir Markota, ex cestista croato
- 1985 - Michael Perlak, calciatore austriaco
- 1985 - Claudio Pérez, ex calciatore argentino
- 1985 - Kunimitsu Sekiguchi, calciatore giapponese
- 1985 - Yū Shirota, attore e cantante giapponese
- 1985 - Noélie Yarigo, mezzofondista beninese
- 1986 - Joe Alexander, cestista statunitense
- 1986 - Jefferson Angulo, ex calciatore colombiano
- 1986 - Myu Azama, modella e attrice giapponese
- 1986 - Josh Beech, modello e musicista inglese
- 1986 - Darío Bottinelli, ex calciatore argentino
- 1986 - Chykie Brown, giocatore di football americano statunitense
- 1986 - Nichola Burley, attrice inglese
- 1986 - Kyle Callahan, ex giocatore di football americano e allenatore di football americano statunitense
- 1986 - Cha Gi-suk, calciatore sudcoreano († 2021)
- 1986 - Kit Harington, attore britannico
- 1986 - Hugo Lloris, calciatore francese
- 1986 - Yūta Mikado, calciatore giapponese
- 1986 - Nenad Miškovski, calciatore macedone
- 1986 - Marina Satti, cantautrice, produttrice discografica e attrice teatrale greca
- 1986 - Charles Templon, attore francese
- 1986 - Tseng Li-cheng, taekwondoka taiwanese
- 1986 - Mauro Vinícius da Silva, lunghista brasiliano
- 1987 - Amine Chermiti, ex calciatore tunisino
- 1987 - Dagoberto Currimilla, ex calciatore cileno
- 1987 - Mourtada Fall, calciatore senegalese
- 1987 - Yll Hoxha, calciatore kosovaro
- 1987 - Michail Kukuškin, tennista russo
- 1987 - Alison Lacey, ex cestista e allenatrice di pallacanestro australiana
- 1987 - Kyle Letheren, ex calciatore gallese
- 1987 - Emmanuel Sarki, calciatore nigeriano
- 1987 - Carmine Tundo, cantautore e musicista italiano
- 1987 - Wallace Reis da Silva, calciatore brasiliano
- 1988 - Marco Canola, ex ciclista su strada italiano
- 1988 - Neuciano de Jesus Gusmão, calciatore brasiliano
- 1988 - Lucas Déaux, ex calciatore francese
- 1988 - Veronika Eberle, violinista tedesca
- 1988 - Guy Edi, cestista ivoriano
- 1988 - Riccardo Idda, calciatore italiano
- 1988 - Etien Velikonja, calciatore sloveno
- 1988 - Wang Meiyin, ex ciclista su strada cinese
- 1989 - Hannah Arterton, attrice britannica
- 1989 - Bassel Bawji, ex cestista statunitense
- 1989 - Yohan Blake, velocista giamaicano
- 1989 - Boyis, giocatore di calcio a 5 spagnolo
- 1989 - Aleksandr Bulanov, pesista russo
- 1989 - Noga Erez, cantante israeliana
- 1989 - Bradie Ewing, ex giocatore di football americano statunitense
- 1989 - Sofiane Feghouli, calciatore francese
- 1989 - Miloš Janković, giocatore di football americano serbo
- 1989 - Diego Jardel, calciatore brasiliano
- 1989 - Tomáš Kundrátek, hockeista su ghiaccio ceco
- 1989 - Kwak Yoon-gy, pattinatore di short track sudcoreano
- 1989 - Pa Modou Jagne, allenatore di calcio e ex calciatore gambiano
- 1989 - Kent Nolan, attore canadese († 2014)
- 1989 - Li Kotomi, scrittrice giapponese
- 1989 - Lecabela Quaresma, multiplista, ostacolista e triplista saotomense
- 1989 - Dominick Reyes, artista marziale misto statunitense
- 1989 - Diego Simonet, pallamanista argentino
- 1989 - Hélder Tavares, calciatore portoghese
- 1989 - Sora Tokui, doppiatrice e cantante giapponese
- 1989 - Luke Worrall, modello inglese
- 1989 - Rocío de Meer Méndez, politica e avvocata spagnola
- 1990 - Jon Bellion, cantante e rapper statunitense
- 1990 - Andy Biersack, cantante e pianista statunitense
- 1990 - Chris Borland, ex giocatore di football americano statunitense
- 1990 - Denis Čeryšev, calciatore russo
- 1990 - Mark Ebanks, calciatore britannico
- 1990 - Cory Jefferson, ex cestista statunitense
- 1990 - Darvid Kreepolrerk, attore thailandese
- 1990 - Shōta Matsushima, attore e modello giapponese
- 1990 - Illenium, disc jockey, musicista e produttore discografico statunitense
- 1990 - Aaron Ramsey, calciatore gallese
- 1990 - Ri Sang-chol, calciatore nordcoreano
- 1990 - Alessio Viola, calciatore italiano
- 1991 - Rui Pedro Bragança, taekwondoka portoghese
- 1991 - Scott Eatherton, cestista statunitense
- 1991 - Dylan Ennis, cestista canadese
- 1991 - Antonio German, ex calciatore grenadino
- 1991 - Mitchell Mann, giocatore di snooker inglese
- 1991 - Kama Massampu, calciatore francese
- 1991 - Emilija Nikolova, ex pallavolista bulgara
- 1991 - Jesús Andrés Lugones Ruggeri, schermidore argentino
- 1991 - Brandon Scherff, ex giocatore di football americano statunitense
- 1991 - Eden Sher, attrice statunitense
- 1991 - Trevor Siemian, giocatore di football americano statunitense
- 1991 - TrayVonn Wright, ex cestista statunitense
- 1992 - Bernard Agele, ex calciatore sudsudanese
- 1992 - Christian De Dionigi, ex canoista italiano
- 1992 - James Ha, ex calciatore inglese
- 1992 - Thiadric Hansen, giocatore di football americano tedesco
- 1992 - Jade, cantante britannica
- 1992 - Arkadiusz Kułynycz, lottatore polacco
- 1992 - Rodrigo Alves Soares, calciatore brasiliano
- 1992 - Wang Hao, tuffatrice cinese
- 1992 - Byron Wesley, cestista statunitense
- 1993 - Oyinkansola Ajanaku, ex pallavolista statunitense
- 1993 - Espen Bjørnstad, combinatista nordico norvegese
- 1993 - Riccardo Brugnara, rugbista a 15 italiano
- 1993 - Mert Demir, cantante turco
- 1993 - Gianluca Di Chiara, calciatore italiano
- 1993 - Giusy Faragò, giocatrice di calcio a 5 e ex calciatrice italiana
- 1993 - Helene Gloppen, calciatrice norvegese
- 1993 - Gedeon Guzina, calciatore bosniaco
- 1993 - Hu Yitian, attore cinese
- 1993 - Artur Kuciapski, mezzofondista polacco
- 1993 - Rénelle Lamote, mezzofondista francese
- 1993 - Khuda Muyaba, calciatore malawiano
- 1994 - Colby Cave, hockeista su ghiaccio canadese († 2020)
- 1994 - Souleymane Coulibaly, calciatore ivoriano
- 1994 - Cvetelin Čunčukov, calciatore bulgaro
- 1994 - Ryan Finley, giocatore di football americano statunitense
- 1994 - Georgia Hirst, attrice britannica
- 1994 - Abdoul Razak Issoufou, taekwondoka nigerino
- 1994 - Marcos Vinícius, calciatore brasiliano
- 1994 - Javianne Oliver, velocista statunitense
- 1994 - Hassan Yazdani, lottatore iraniano
- 1995 - Ahmed El Meziati, judoka marocchino
- 1995 - Elisa Ercoli, cestista italiana
- 1995 - Charles Galliou, cestista francese
- 1995 - Gazini Ganados, modella filippina
- 1995 - Imanol García, calciatore spagnolo
- 1995 - Elgton Jenkins, giocatore di football americano statunitense
- 1995 - Miguel Parrales, calciatore ecuadoriano
- 1995 - Beatrice Parrocchiale, pallavolista italiana
- 1995 - Lola Petticrew, attrice nordirlandese
- 1995 - Juninho, calciatore brasiliano
- 1995 - Florian Schieder, sciatore alpino italiano
- 1995 - Lorenzo Vavassori, attore italiano
- 1996 - Omar Alderete, calciatore paraguaiano
- 1996 - Gus Greensmith, pilota di rally britannico
- 1996 - Marin Jakoliš, calciatore croato
- 1996 - Farid Ouédraogo, calciatore burkinabè
- 1996 - Katja Riem, politica svizzera
- 1996 - Dominika Strumilo, pallavolista belga
- 1996 - Leodán Torrealba, triplista venezuelano
- 1997 - Lauri Haav, cantante finlandese
- 1997 - Lucas Hergott, cestista francese
- 1997 - Marc Hofer, snowboarder italiano
- 1997 - Stefan Iancu, attore rumeno
- 1997 - Koryn Hawthorne, cantante statunitense
- 1997 - Ajdin Zeljkovic, calciatore svedese
- 1997 - Tamara Zidanšek, tennista slovena
- 1998 - Jasin-Amin Assehnoun, calciatore finlandese
- 1998 - Beliz Başkır, pallavolista turca
- 1998 - Dominika Grabowska, calciatrice polacca
- 1998 - Gustavo Gutiérrez, nuotatore peruviano
- 1998 - Emelie Hollow, cantautrice norvegese
- 1999 - Sofia Bryant, attrice finlandese
- 1999 - Tea Gueci, scacchista italiana
- 1999 - Najim Haidary, calciatore afghano
- 1999 - Tommaso Marcon, pilota motociclistico italiano
- 1999 - Anthony Markanich, calciatore statunitense
- 1999 - Marta Morara, altista italiana
- 1999 - Henry Offia, calciatore nigeriano
- 1999 - Abou Ouattara, calciatore burkinabé
- 1999 - Mathías Pintos, calciatore uruguaiano
- 1999 - Grégoire Saucy, pilota automobilistico svizzero
- 1999 - Aiko, cantautrice ceca
- 2000 - Julen Agirrezabala, calciatore spagnolo
- 2000 - Will Donkin, calciatore taiwanese
- 2000 - Isac Elliot, cantante finlandese
- 2000 - Filippo Federici, pallavolista italiano
- 2000 - Haruya Fujii, calciatore giapponese
- 2000 - Vittoria Guazzini, pistard e ciclista su strada italiana
- 2000 - Samuel Sevian, scacchista statunitense
- 2000 - Diel Spring, calciatore sanvincentino
- 2000 - Vitinho, calciatore brasiliano

## XXI secolo(21)
- 2001 - Sam Colangelo, hockeista su ghiaccio statunitense
- 2001 - Rodolfo Falcón, nuotatore cubano
- 2001 - McKinnley Jackson, giocatore di football americano statunitense
- 2001 - Musa Juwara, calciatore gambiano
- 2001 - Marcos Victor, calciatore brasiliano
- 2001 - Aleksej Pokuševski, cestista serbo
- 2001 - Christian Roberto, attore e ballerino italiano
- 2002 - Stipe Biuk, calciatore croato
- 2002 - Kamil Conteh, calciatore inglese
- 2002 - Josh Wilson-Esbrand, calciatore inglese
- 2002 - Josh Simmons, giocatore di football americano statunitense
- 2002 - Mads Søndergaard, calciatore danese
- 2003 - Max Johnston, calciatore scozzese
- 2003 - Dermane Karim, calciatore togolese
- 2003 - Lucas Sanabria, calciatore uruguaiano
- 2004 - Leo Carlsson, hockeista su ghiaccio svedese
- 2004 - Tiago Gabriel, calciatore portoghese
- 2004 - Maximilian Fillafer, calciatore austriaco
- 2004 - Mitja Ilenič, calciatore sloveno
- 2004 - Max Uhlir, sciatore alpino svedese
- 2006 - Xu Jingen, goista taiwanese